# Susanna Majuri
Susanna Majuri, nata Susanna Suvi Päivikki Majuri (Järvenpää, 24 novembre 1978 – Ikaalinen, 5 marzo 2020) è stata una fotografa finlandese. L'acqua sembra rappresentare un elemento chiave in molte delle sue fotografie

## Biografia
Figlia di Hannu e di Eija Riihelä, si diplomò nel 1998 presso il Voionmaa College per studiare fotografia. Nel 2004 si laureò all'Accademia reale di Turku, mentre nel 2007 ottenne il Master of Arts presso Università di Helsinki. Farà parte successivamente del gruppo di artisti denominato "Helsinki School", nato nell’ambito della medesima università e promosso dalla Gallery Taik con sedi nella capitale finlandese e a Berlino.

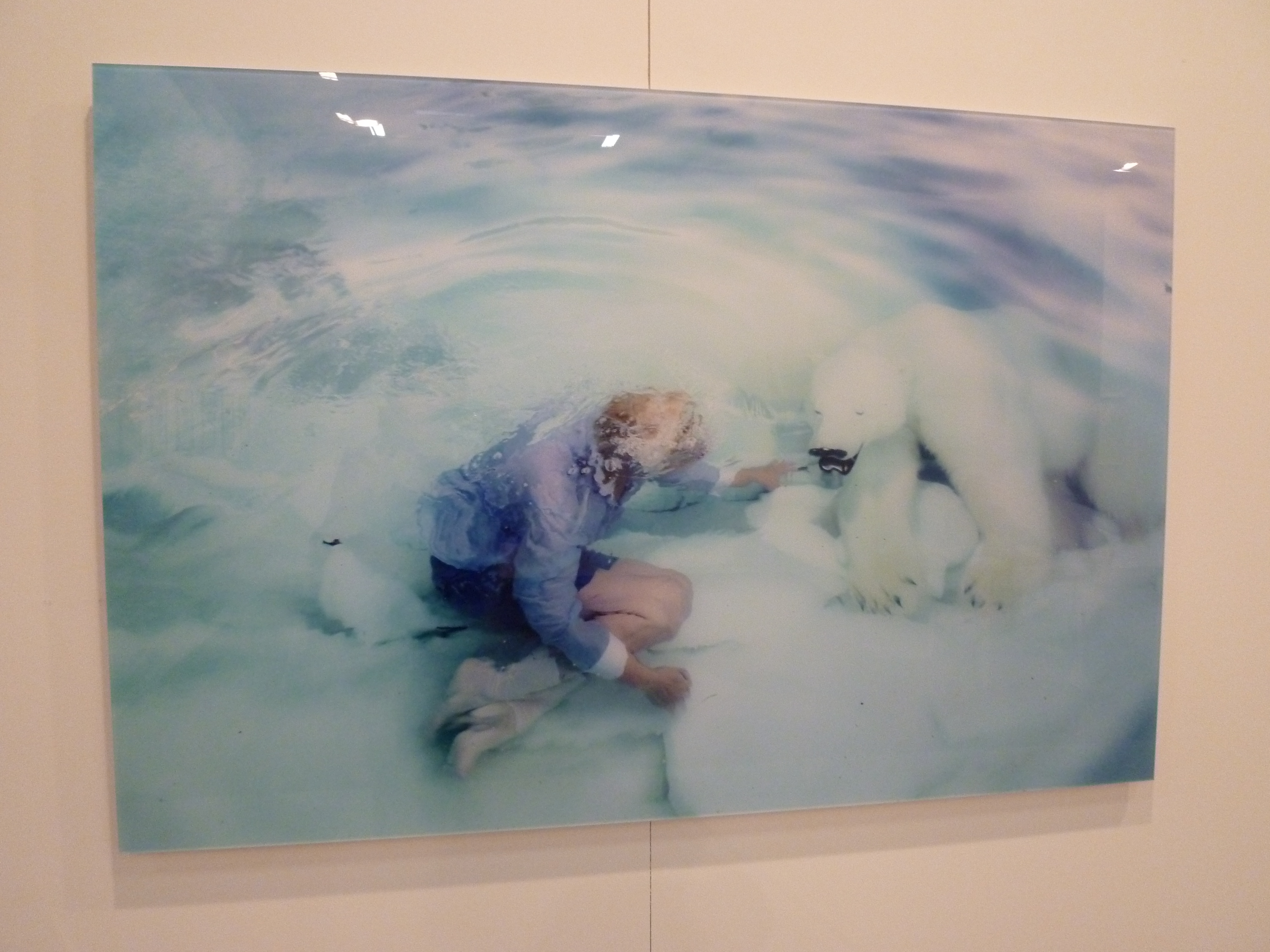
Orso polare, 2009

La notorietà di Majuri deriva dall'aver proposto opere nelle quali l'acqua risulta spesso l'elemento chiave, assieme alla magia, alla fiaba, accostata ad atmosfere nordiche, il tutto ri-costruito, talvolta, affidandosi sapientemente anche agli strumenti di Photoshop. I paesi del Nord sono infatti un altro dei temi ricorrenti nelle sue fotografie. Quelle che lei raffigura sono immagini che rappresentano metaforicamente le fiabe del Nord, cioè quelle del suo mondo e della sua cultura completamente immersa negli elementi naturali, l'acqua e la luce. In Nord Europa, i paesaggi hanno atmosfere e colori unici, dove la natura è una forza sempre presente anche in termini ancestrali, dominanti. In questo senso, la "Homeland" di Majuri, la sua Terra diventa una sorta di paesaggio onirico, in cui le figure di donne immerse nell’acqua vivono in bilico tra il sogno e l’incubo.
Nel 2009 ha seguito e realizzato le copertine del gruppo pop/rock finlandese PMMP.
Nel 2016 uscì il volume fotografico Sense of Water, con testi di Monika Fagerholm, Tua Forsström, Vigdís Grímsdóttir. Nel volume Majuri sembra usare l'acqua come se fosse colore, collegando le persone e i paesaggi, confondendo le dimensioni e conferendo alla sua fotografia una profondità metaforica come fosse una sorta di mappa verso un mondo segreto.
Numerose sono state le mostre, personali e collettive, tenute in varie gallerie e spazi espositivi in Europa, America e Giappone. Ha vinto il Premio Gras Savoye al festival Rencontres d'Arles nel 2005, e un Premio di Stato finlandese per la fotografia nel 2018.
Susanna Majuri morì improvvisamente all'età di 41 anni nel 2020.

## Pubblicazioni
- Sense of Water, Kehrer Verlag, Heidelberg, 2016 - ISBN 978-3-86828-722-6